# 剣士を目指して入学したのに魔法適性9999なんですけど!?
『剣士を目指して入学したのに魔法適性9999なんですけど!?』（けんしをめざしてにゅうがくしたのにまほうてきせいきゅうせんきゅうひゃくきゅうじゅうきゅうなんですけど）は、年中麦茶太郎による日本のライトノベル。小説家になろうにて2016年6月から2019年2月まで連載され、書籍版はGAノベル（SBクリエイティブ）より2016年10月から2019年6月まで刊行された。イラストはりいちゅが担当している。略称は「魔法適性9999」「マホテキ」。シリーズ累計は2021年2月時点で50万部を突破している。
メディアミックスとして、iimAn&惟丞が作画を担当するコミカライズ版が『月刊ドラゴンエイジ』（KADOKAWA）にて、2018年1月号から2024年11月号まで連載。

## あらすじ
田舎のエドモンズ家に生まれた娘ローラは、冒険者だった両親、特に父の影響で魔法を使わない前衛の剣士を目指していた。9歳になったローラは父の勧めで王立ギルドレア冒険者学園への入学を決める。試験で好成績を収め戦士学科の生徒として入学することになり、入学時の剣の適性測定でも驚異の数値を記録するが、同時に魔法の適性値が全属性9999であることが判明。ローラは否応なく魔法学科に転籍させられる。

## 登場人物
声の項はドラマCD版の担当声優。
ローラ・エドモンズ
声 - 豊田萌絵
本作の主人公。剣士に憧れる9歳の少女。王立ギルドレア冒険者学園に戦士学科として入学するが、魔法適性値が全属性9999であったことから魔法学科に転籍させられる。
シャーロット・ガザード
声 - 伊藤美来
魔法学科に所属する金髪の少女。
アンナ・アーネット
声 - 伊波杏樹
戦士学科に所属する赤髪の少女。
ミサキ
声 - 小岩井ことり
オイセ村出身の獣人の少女。
エミリア・アクランド
声 - 内山夕実
魔法学科の教師で、1年生クラスの担任。
カルロッテ・ギルドレア
声 - 能登麻美子
王立ギルドレア冒険者学園の学園長。
ハク
声 - 富田美憂
ローラが夏休み中に拾った卵から孵化した神獣。

## 既刊一覧

### 小説
- 年中麦茶太郎（著）・りいちゅ（イラスト） 『剣士を目指して入学したのに魔法適性9999なんですけど!?』 SBクリエイティブ〈GAノベル〉、全8巻
  1. 2016年10月15日発売[7]、ISBN 978-4-7973-8933-3
  2. 2017年1月14日発売[8]、ISBN 978-4-7973-9032-2
  3. 2017年5月15日発売[9]、ISBN 978-4-7973-9177-0
  4. 2017年9月15日発売[10][11]、ISBN 978-4-7973-9345-3 / ISBN 978-4-7973-9301-9（ドラマCD付き限定特装版）
  5. 2018年2月15日発売[12]、ISBN 978-4-7973-9552-5
  6. 2018年6月15日発売[13]、ISBN 978-4-7973-9754-3
  7. 2018年11月15日発売[14]、ISBN 978-4-7973-9919-6
  8. 2019年6月15日発売[15]、ISBN 978-4-8156-0198-0

### 漫画
- iimAn&惟丞（作画）・年中麦茶太郎（原作）・りいちゅ（キャラクター原案） 『剣士を目指して入学したのに魔法適性9999なんですけど!?』 KADOKAWA〈ドラゴンコミックスエイジ〉、全16巻
  1. 2018年6月15日初版発行（同日発売[16][17]）、ISBN 978-4-04-072740-0
  2. 2018年12月7日初版発行（同日発売[18]）、ISBN 978-4-04-072973-2
  3. 2019年6月14日初版発行（同日発売[19]）、ISBN 978-4-04-073208-4
  4. 2019年12月9日初版発行（同日発売[20]）、ISBN 978-4-04-073422-4
  5. 2020年6月9日初版発行（同日発売[21]）、ISBN 978-4-04-073689-1
  6. 2020年9月9日初版発行（同日発売[22]）、ISBN 978-4-04-073799-7
  7. 2021年1月9日初版発行（同日発売[23]）、ISBN 978-4-04-073945-8
  8. 2021年6月9日初版発行（6月8日発売[24]）、ISBN 978-4-04-074115-4
  9. 2022年1月8日初版発行（同日発売[25]）、ISBN 978-4-04-074389-9
  10. 2022年7月8日初版発行（同日発売[26]）、ISBN 978-4-04-074596-1
  11. 2023年1月7日発売[27]、ISBN 978-4-04-074838-2
  12. 2023年5月9日発売[28]、ISBN 978-4-04-074971-6
  13. 2023年9月8日発売[29]、ISBN 978-4-04-075128-3
  14. 2024年3月8日発売[30]、ISBN 978-4-04-075372-0
  15. 2024年8月8日発売[31]、ISBN 978-4-04-075523-6
  16. 2025年1月9日発売[32]、ISBN 978-4-04-075751-3

## 音楽
「ダイスキ×じゃない」はPyxisによる本作のイメージソング。作詞は中村彼方、作曲・編曲は中村瑛彦。